# Quetecsaurus

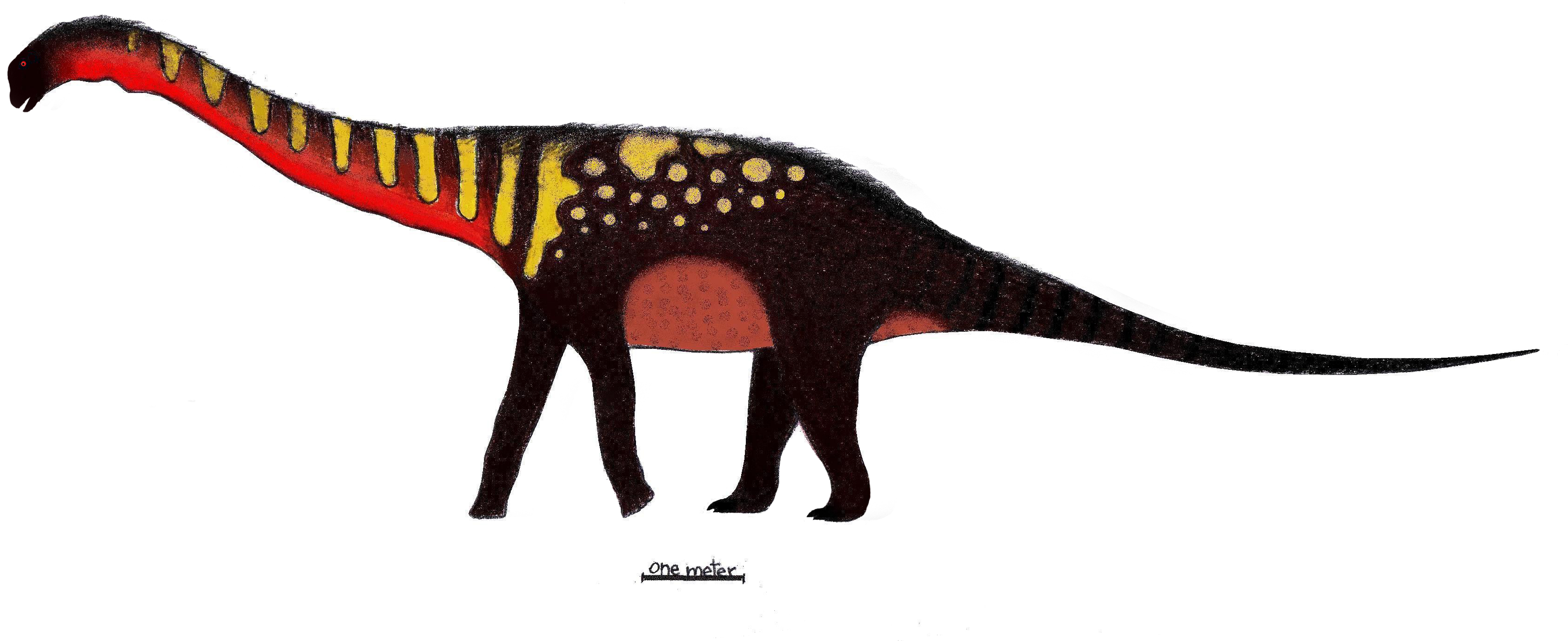
Quetecsaurus rusconii

Quetecsaurus rusconii is een plantenetende sauropode dinosauriër, behorend tot de Titanosauriformes, die tijdens het late Krijt leefde in het gebied van het huidige Argentinië.
In 2014 werd de typesoort Quetecsaurus rusconii benoemd en beschreven door Bernardo González Riga en Leonardo Ortiz David. De geslachtsnaam is afgeleid van het Huarpe Quetec, dat "vuur" betekent. De soortaanduiding eert wijlen paleontoloog Carlos Rusconi.
Het fossiel, holotype UNCUYO-LD-300, is in de provincie Mendoza in de Cañada del Pichanal tijdens het Proyecto Potasio Río Colorado, opgravingen bij een potasmijn, gevonden in een modderlaag van de Cerro Lisandroformatie die dateert uit het middelste of late Turonien, ongeveer negentig miljoen jaar oud. Het bestaat uit een gedeeltelijk niet in verband liggend skelet met schedel. Bewaard zijn gebleven: een postorbitale, tanden, twee halswervels, twee ruggenwervels, ribben, een ravenbeksbeen, een opperarmbeen, een ellepijp, een spaakbeen en vijf middenvoetsbeentjes.
Quetecsaurus heeft een lengte van ongeveer vijftien meter.
De beschrijvers wisten drie unieke afgeleide eigenschappen, autapomorfieën, vast te stellen. Het intercentrum van de voorste halswervel, de atlas, heeft een uitstekende onderste voorrand en verbrede uitsteeksels aan de onderste achterrand. De achterste halswervels tonen doornuitsteeksels die overdwars beginnen te verbreden. Het opperarmbeen heeft een unieke combinatie van een sterk golvende bovenrand, een afgeronde binnenste bovenhoek en een hoekige bovenste buitenhoek.
Quetecsaurus is in de Titanosauria geplaatst. Volgens een cladistische analyse is het de zustersoort van de Lognkosauria, de klade die bestaat uit de afstammelingen van de laatste gemeenschappelijke voorouder van Mendozasaurus en Futalognkosaurus. Quetecsaurus deelt met de lognkosauriërs het bezit van halswervels met doornuitsteeksels met richels op de zijkanten die in zijn geval echter zwak ontwikkeld zijn.